# Loch Trindlemoss
Il Loch Trindlemoss (chiamato anche Loch Irvine e Scott's Loch) era un piccolo lago scozzese, oggi prosciugato. Si trovava poco a nord della cittadina di Irvine, ed è esistito fino alla seconda metà del XVIII secolo.

## Storia
Il lago è menzionato fin dal medioevo, quando nel 1297 venne temporaneamente instaurata la pace tra il regno di Scozia e il regno d'Inghilterra con la firma del Trattato d'Irvine, proprio mentre i due eserciti erano accampati sulle sponde opposte del lago.
Fino al 1691 il lago e l'area circostante erano di proprietà di un tale Walter Scott, che in quell'anno vendette tutto a Patrick Warner, che ne cominciò l'opera di drenaggio per ottenere nuovi pascoli. Un successivo proprietario fu John Scott, dal quale venne tratto il nome alternativo Scott's Loch.
Quando alla fine del '700 gli appartenenti alla setta dei buchaniti, seguaci della profetessa Elspeth Buchan, vennero espulsi da Irvine, vennero minacciati di annegamento nel lago in caso si fossero ripresentati. La mancanza di menzioni successive indica che di lì a poco lo specchio d'acqua si prosciugò del tutto, e da allora l'area si è urbanizzata.